# Эотитанозух
Эотитанозух (лат. Eotitanosuchus) — вымерший род хищных терапсид пермского периода, обычно относимый к группе «эотериодонтов» (в действительности, вероятно, примитивный дейноцефал). В составе рода один достоверный вид — Eotitanosuchus olsoni, описанный П. К. Чудиновым в 1960 году из местонахождения Очёр в Пермской области, возрастом около 267 млн лет.
Череп длинный, высокий, напоминает череп сфенакодонтов. Глазница меньше височной впадины. 4 предклыковых зуба верхней челюсти, огромные саблевидные верхние клыки. Заклыковых зубов около 10 пар. Длина черепа до 40 см.

## Таксономия
К этому же роду может относиться ивантозавр, известный по крайне фрагментарным остаткам саблезубого хищника с длиной черепа около 70 см. Существует мнение, что ивантозавр — взрослая (старая) особь эотитанозуха. Более радикальная точка зрения (М. Ф. Ивахненко) состоит в том, что и эотитанозух, и ивантозавр — взрослые особи биармозуха. Эотитанозух и ивантозавр — специализированные хищники, охотившиеся на эстеменнозухов в болотистых тропических лесах. Скелет не известен, но предполагается, что конечности эотитанозухов были довольно длинными и в целом животное напоминало появившихся позднее горгонопсов. Эотитанозухи вымерли около 265 млн лет назад, возможно, на фоне изменений климата. Их сменили хищные дейноцефалы (антеозавры и титанозухи).